# Метод тригонометричних сум
Метод тригонометричних сум (метод Виноградова) — це аналітичний підхід до вирішення складних задач теорії адитивної теорії чисел, таких, як задача Воринга і її узагальнення, задача Гільберта — Камке, тернарна задача Гольдбаха (для досить великих чисел). Розроблений у 1930-х роках Іваном Виноградовим; серед основних інструментів методу є інтеграл Виноградова і теорема Виноградова, що дозволяють оцінити його середні значення.
Поряд з трохи більш раннім круговим методом Гарді — Літтлвуда дозволяє не тільки довести існування розкладання того чи іншого числа, але і отримати асимптотичну формулу кількості таких розширень. Розробляючи метод, Виноградов також отримав оцінки деяких тригонометричних сум на простих числах. Зокрема, це дозволило проаналізувати розподіл дробових значень реальних многочленів у простих числах.